# 联合乡 (彭水县)
联合乡，是中华人民共和国重庆市彭水苗族土家族自治县下辖的一个乡镇级行政单位。

## 行政区划
联合乡下辖以下地区：
蔡家坝村、龙池村、同连村和河东村。